# هيرويوكي نيشيمورا
هيرويوكي نيشيمورا (باليابانية: 西村弘行 ) (و. 1945 – م) هو عالم زراعة، من اليابان، ولد في يوكوهاما.

## التعليم
تعلم في جامعة ناغويا.

## مناصب وهيئات
أدار جامعة هوكايدو.